# ماندالويونغ
ماندالويونغ هي مدينة عالية التحضر، في الفلبين، تقع في مانيلا (حاضرة)، بلغ عدد سكانها 328,699  نسمة وذلك حسب إحصائيات سنة 2010، تبلغ مساحتها 21.26 كيلومتر مربع، رمزها البريدي هو 1550–1556.

## الموقع
تشترك في الحدود مع:
- سان خوان ديل مونتي
- ماكاتي
- باسيج
- كيزون
- مانيلا.

## المناخ
يظهر الجدول التالي التغييرات المناخية على مدار السنة لماندالويونغ:
| البيانات المناخية لـماندالويونغ           | البيانات المناخية لـماندالويونغ | البيانات المناخية لـماندالويونغ | البيانات المناخية لـماندالويونغ | البيانات المناخية لـماندالويونغ | البيانات المناخية لـماندالويونغ | البيانات المناخية لـماندالويونغ | البيانات المناخية لـماندالويونغ | البيانات المناخية لـماندالويونغ | البيانات المناخية لـماندالويونغ | البيانات المناخية لـماندالويونغ | البيانات المناخية لـماندالويونغ | البيانات المناخية لـماندالويونغ | البيانات المناخية لـماندالويونغ |
| الشهر                                     | يناير                           | فبراير                          | مارس                            | أبريل                           | مايو                            | يونيو                           | يوليو                           | أغسطس                           | سبتمبر                          | أكتوبر                          | نوفمبر                          | ديسمبر                          | المعدل السنوي                   |
| ----------------------------------------- | ------------------------------- | ------------------------------- | ------------------------------- | ------------------------------- | ------------------------------- | ------------------------------- | ------------------------------- | ------------------------------- | ------------------------------- | ------------------------------- | ------------------------------- | ------------------------------- | ------------------------------- |
| متوسط درجة الحرارة الكبرى °م (°ف)         | 29.7 (85.5)                     | 30.5 (86.9)                     | 32.1 (89.8)                     | 33.7 (92.7)                     | 33.8 (92.8)                     | 32.3 (90.1)                     | 31.1 (88.0)                     | 30.6 (87.1)                     | 30.7 (87.3)                     | 30.9 (87.6)                     | 30.4 (86.7)                     | 29.7 (85.5)                     | 31.3 (88.3)                     |
| المتوسط اليومي °م (°ف)                    | 25.5 (77.9)                     | 25.9 (78.6)                     | 27.2 (81.0)                     | 28.7 (83.7)                     | 29.2 (84.6)                     | 28.4 (83.1)                     | 27.6 (81.7)                     | 27.3 (81.1)                     | 27.2 (81.0)                     | 27.2 (81.0)                     | 26.7 (80.1)                     | 25.9 (78.6)                     | 27.2 (81.0)                     |
| متوسط درجة الحرارة الصغرى °م (°ف)         | 21.3 (70.3)                     | 21.4 (70.5)                     | 22.4 (72.3)                     | 23.8 (74.8)                     | 24.7 (76.5)                     | 24.5 (76.1)                     | 24.1 (75.4)                     | 24.0 (75.2)                     | 23.8 (74.8)                     | 23.5 (74.3)                     | 23.0 (73.4)                     | 22.1 (71.8)                     | 23.2 (73.8)                     |
| الهطول مم (إنش)                           | 13.5 (0.53)                     | 7.3 (0.29)                      | 21.4 (0.84)                     | 18.7 (0.74)                     | 138.6 (5.46)                    | 283.8 (11.17)                   | 364.1 (14.33)                   | 476.3 (18.75)                   | 334.1 (13.15)                   | 200.5 (7.89)                    | 111.4 (4.39)                    | 56.0 (2.20)                     | 2٬025٫7 (79.74)                 |
| متوسط الأيام الممطرة (≥ 0.10 mm)          | 4                               | 2                               | 3                               | 3                               | 10                              | 16                              | 22                              | 22                              | 20                              | 18                              | 14                              | 9                               | 143                             |
| متوسط الرطوبة النسبية (%)                 | 72                              | 73                              | 66                              | 64                              | 68                              | 76                              | 80                              | 83                              | 81                              | 78                              | 76                              | 75                              | 74                              |
| ساعات سطوع الشمس الشهرية                  | 176.7                           | 197.8                           | 225.8                           | 258.0                           | 222.7                           | 162.0                           | 132.8                           | 132.8                           | 132.0                           | 157.6                           | 153.0                           | 151.9                           | 2٬103٫1                         |
| نسبة وصول أشعة الشمس                      | 51                              | 61                              | 61                              | 70                              | 57                              | 42                              | 34                              | 34                              | 36                              | 44                              | 45                              | 44                              | 48                              |
| المصدر #1: Climate-Data.org (Temperature) |                                 |                                 |                                 |                                 |                                 |                                 |                                 |                                 |                                 |                                 |                                 |                                 |                                 |
| المصدر #2: Climatemps.com (Sunshine)      |                                 |                                 |                                 |                                 |                                 |                                 |                                 |                                 |                                 |                                 |                                 |                                 |                                 |

## أعلام
- جوديلي بيندري
- تروي روزاريو
- مارك كاردونا
- لانس سيرانو
- ديف مارسيلو